# Compsaditha fiebrigi
Compsaditha fiebrigi es una especie de arácnido del orden Pseudoscorpionida de la familia Tridenchthoniidae.

## Distribución geográfica
Se encuentra en Brasil y  Paraguay.